# Pithauriopsis
Pithauriopsis là một chi bướm ngày thuộc họ Bướm nâu.